# Szolárium

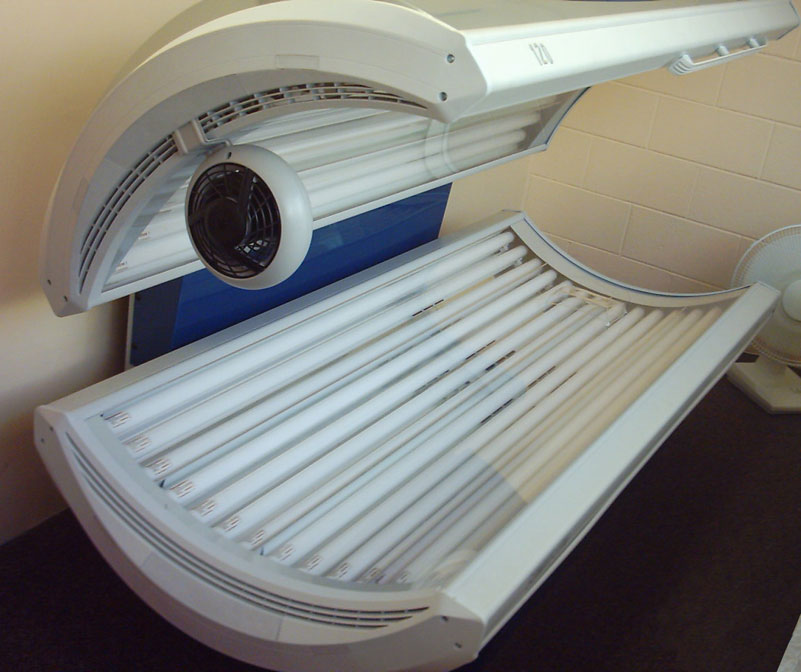
Szolárium

A szolárium vagy napágy egy olyan elektromos berendezés, amely ultraibolya sugárzás által
(általában kb. 95 százalékban UV-A és kb. 5 százalékban UV-B, a sugárzás spektruma ~ 295 – 400 nm) a bőr kozmetikai célú barnulását idézi elő.
A szolárium berendezések UV-fénycsövekkel működnek, melyeknek belső felületét fénypor-keverékkel vonják be egy meghatározott UV spektrumban történő sugárzás átengedésére. A megfelelő sugárzási erősség beállításán múlik az UV cső barnítási teljesítménye, és egészségügyi szempontból biztonságos volta, hiszen a szoláriumokban megvalósítható a természetes napfényben meglévő káros mellékhatásoktól mentes napozás.

## Berendezések
A kisebb, otthoni berendezések 12-28 csővel, a professzionális használatra készült szoláriumok 30-60 csővel készülnek, ahol a csövek egyenként 100 W – 200 W teljesítményűek és 180 – 200 cm hosszúak. Megkülönböztető álló és fekvő szolárium; az előbbi általában nagyobb teljesítményű és higiénikusabb, mint fekvő társai, ahol viszont a napozás élményéhez  pihenés, relaxálás is társul.
A modern szoláriumok olyan wellness funkciókat is tartalmaznak, mint. pl. vízpermet- és illatanyag-befújás, légkondicionálás, zenehallgatási lehetőség.

## Egészségügyi hatások[forrás?]
A szoláriumok használata a kozmetikai célú felhasználás mellett ajánlott lehet olyan biopozitív hatások kiaknázása szempontjából, mint D3 vitamin-termelés, szezonális depresszió elleni küzdelem, bőrproblémák kezelése, szív- és keringési megbetegedések kockázatának csökkentése, egyes rákfajták (mell-, vastagbél- és prosztatarák) megelőzése.[forrás?]
Ugyanakkor bizonyos felhasználói csoportoknak nem ajánlott a szolárium használata (pl. nagyon érzékeny bőrűek, 18 éven aluliak stb.). A túlzott UV-sugárzás ( napsugárzás is!) a bőr idő előtti öregedéséhez és bőrrák kialakulásához vezethet.

## Bőrtípusok és a szolárium
Attól függően, hogy ki melyik bőrtípusba tartozik, különböző szoláriumozási szokásokat kell alkalmaznia.

## Intelligens csövek
Egy, az EU-ban 2009-ben életbe lépett EU-s szabályozás szerint a szoláriumcsövek által kibocsátott maximális UV-sugárzási érték (erythemásan súlyozva) 0,3 W/m² lehet. Ennek megfelelően mindenhol ilyen csövekre kell lecserélni a meglévő magasabb sugárzási értékűeket.